# 志賀毒素

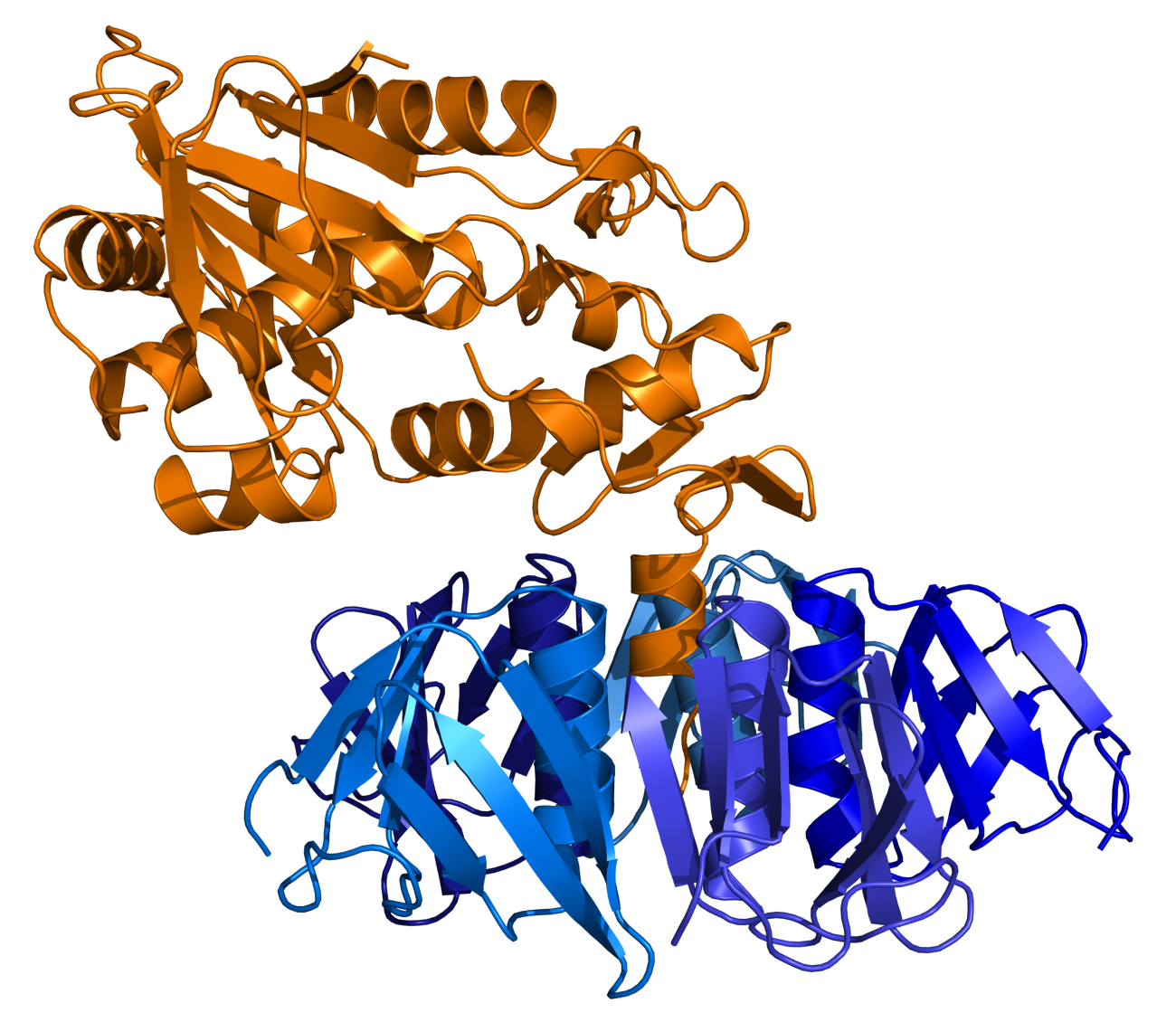
痢疾志贺氏菌（S. dysenteriae）志賀毒素的飄帶圖，源自数据库

志賀毒素（英語：Shiga toxin，簡寫為STX）是由志賀氏菌屬等细菌所分泌的外毒素，由α和β亚基組合而成，位于细菌基因组的原噬菌体段，这一蛋白最早由志賀潔发现。过去常把大腸桿菌分泌的志賀毒素称为志賀样毒素（Shiga-like toxin，SLT），但现在这一词已不常用，能产生志賀毒素的大腸桿菌有O157:H7型和O104:H4型等。